# Autostrada 1 (Izrael)
Autostrada 1 (hebr.: כביש 1) – główna autostrada w Izraelu, łącząca Tel Awiw z Jerozolimą. Od Ramat Szelomo jest to droga ekspresowa, która na wysokości Bet ha-Arawa przechodzi w drogę ekspresową 90 biegnącą wzdłuż rzeki Jordan od Jeziora Galilejskiego do Morza Martwego.
Autostrada jest bardzo przeciążona, szczególnie przy wjazdach do Tel Awiwu i Jerozolimy. Droga prowadzi przez trudną górską okolicę i z tego powodu posiada wiele zakrętów. Wpływa to na dużą ilość wypadków samochodowych. Podjazdy górskie powodują także spowolnienie jazdy samochodów ciężarowych, co jest dodatkowym czynnikiem utrudniającym ruch.

## Historia budowy

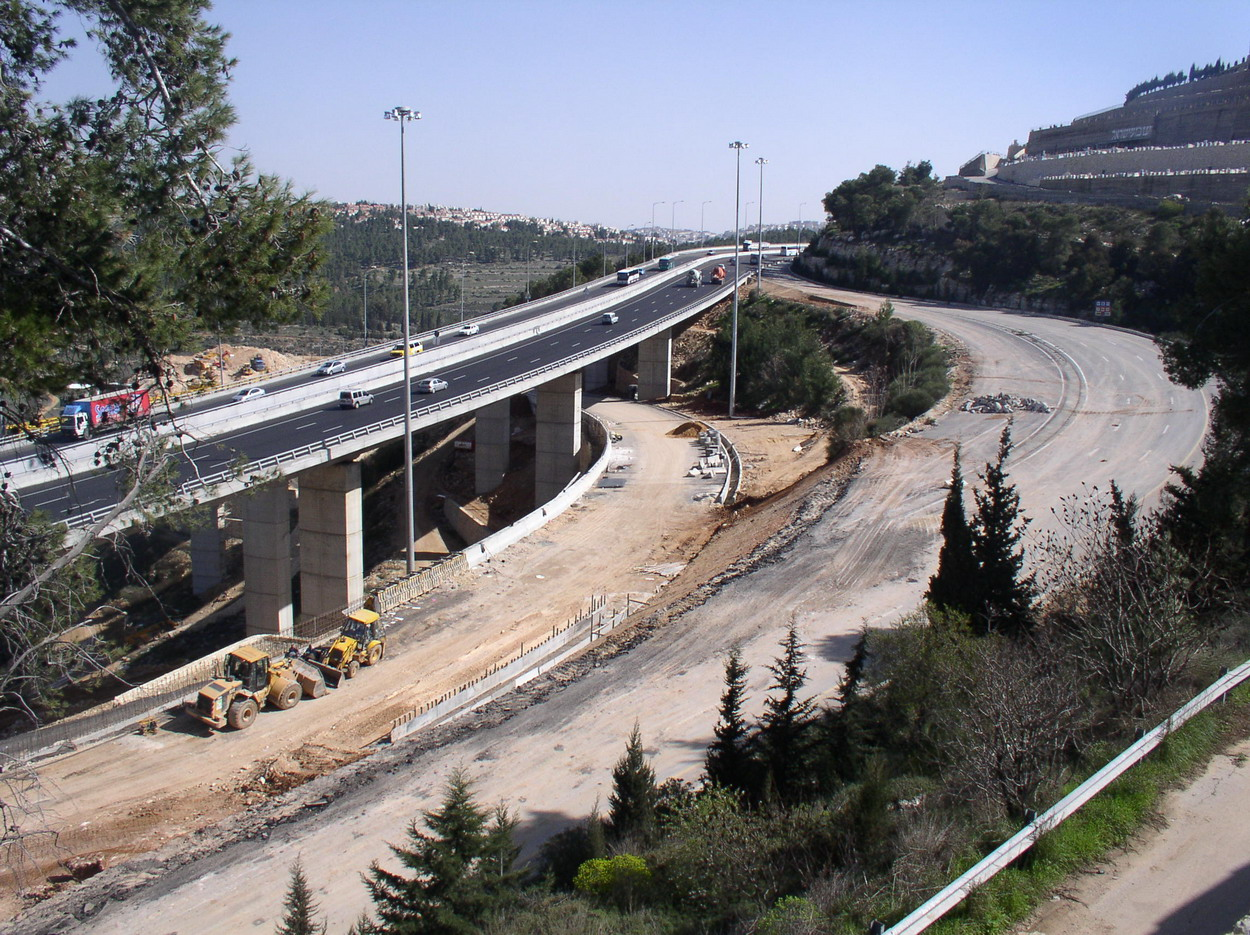
Prace budowlane w rejonie Jerozolimy

Odcinek drogi pomiędzy Latrun a Jerozolimą przebiega mniej więcej trasą starożytnej drogi łączącej Jafę i Jerozolimę. Droga ta została wybrukowana przez Turków w latach 60. XIX wieku i od tego czasu służyła jako główny szlak komunikacyjny z wybrzeża do Jerozolimy.
Podczas I wojny izraelsko arabskiej w 1948 roku odcinek drogi na wysokości Latrun został zajęty przez Jordańczyków, którzy odcięli w ten sposób Jerozolimę od pomocy z wybrzeża. Wymusiło to na Izraelczykach uruchomienie komunikacji drogowej na nowej trasie, nazwanej Drogą Męstwa (hebr.: Derekh Ha'Gvura) – fragmenty współczesnej drogi ekspresowej nr 38 i drogi ekspresowej nr 44. W 1965 roku przeprowadzono prace budowlane, poszerzając starą drogę pomiędzy Sza’ar ha-Gaj a Jerozolimą do czterech pasów jezdni. Jednak droga została otwarta dla ruchu na całej swojej długości dopiero po wojnie sześciodniowej w 1967 roku. W latach 70. XX wieku wybudowano obwodnicę Abu Ghausz. W 1978 roku otwarto nowy odcinek autostrady, łączący Sza’ar ha-Gaj z portem lotniczym im. Dawida Ben-Guriona. Pomimo że nowa droga była dłuższa o około 10 km, to znacznie szybsza i bezpieczniejsza. Jedną z pierwszych osób, które jechały po tym nowym odcinku autostrady był egipski prezydent Anwar as-Sadat, który w 1977 roku odwiedził Izrael. W 1998 roku poszerzono odcinek pomiędzy Gannot a Ben Szemen do sześciu pasów. W latach 1999–2003, podczas budowy autostrady nr 6 całkowicie przebudowano węzeł drogowy przy Ben Szemen. Poszerzono wówczas odcinek drogi do Kefar Danijjel do ośmiu pasów. Pomimo tych wszystkich prac modernizacyjnych, autostrada 1 nie spełnia wszystkich standardów wymaganych od autostrad, głównie z powodu wąskich poboczy, niebezpiecznych oraz stromych podjazdów, i ograniczenia prędkości miejscami do 80 km/h. To właśnie dlatego od Sza’ar ha-Gaj jest to droga ekspresowa. W ostatnich latach przeprowadzono poważne prace budowlane przy budowie linii szybkiej kolei Rakewet Jisra’el z Tel Awiwu do Jerozolimy. Nowa linia kolejowa w trzech punktach przecina autostradę, co wymagało wybudowania tuneli i nowych węzłów drogowych w rejonie Jerozolimy.

## Przebieg

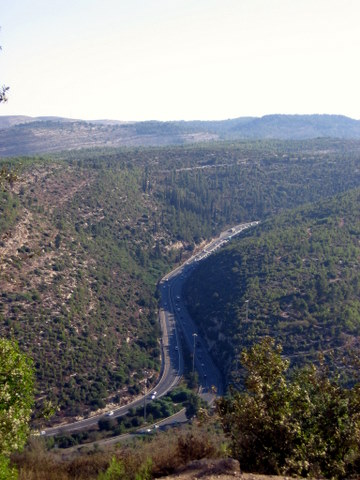
Widok z powietrza na autostradę 1 wijącą się wśród Gór Judzkich

Autostrada nr 1 rozpoczyna się na południowo-wschodnich przedmieściach Tel Awiwu. Na wysokości stacji kolejowej Tel Awiw ha-Hagana odłącza się ona w kierunku południowo-wschodnim od autostrady nr 20 (Ajjalon Highway). Pomiędzy dwoma jezdniami autostrady biegnie koryto rzeki Ajjalon oraz linia kolejowa Rakewet Jisra’el. Po około 0,5 km autostrada przebiega pod wiaduktem, którym biegnie droga nr 461. Po następnym 1 km jezdnia wschodnia przebiega nad rzeką Ajjalon, a jezdnia zachodnia przebiega nad torami kolejowymi. Następnie autostrada wykręca łagodnym łukiem w kierunku wschodnim i nad drogą przebiega niewielki wiadukt, którym przebiega droga rolnicza. Po kolejnym 1 km po stronie południowej autostrady rozpoczynają się zabudowania miejscowości Azor, która jednak nie ma bezpośredniego wjazdu na autostradę. W celu usprawnienia miejskiej komunikacji, nad autostradą poprowadzono wiadukt z lokalną drogą. Po następnych 1,5 km znajduje się rozległy węzeł drogowy, z bezkolizyjnymi zjazdami na autostradę nr 4 i położoną 1 km na południe drogę ekspresową nr 44. Przy tym węźle drogowym, od strony północnej znajduje się moszaw Gannot, a od strony południowej moszaw Miszmar ha-Sziwa.
Po kolejnych 1,5 km jezdnia północna przebiega wiaduktem nad linią kolejową, która kieruje się w stronę międzynarodowego portu lotniczego im. Ben Guriona. Po następnych 0,5 km znajduje się węzeł drogowy z wiaduktem, którym biegnie droga nr 412. Na południe od węzła jest miasteczko Bet Dagan, a na północ moszaw Chemed. Po około 2 km jezdnia południowa przebiega wiaduktem nad linią kolejową i autostrada wykręca w kierunku portu lotniczego im. Ben Guriona. Po drodze mija pod wiaduktem lokalną drogę łączącą położoną na południu wioskę Kefar Chabad z położonym na północ moszawem Cafrijja. Przebiegając przy terminalu lotniska, autostrada mija po stronie południowej moszawy Jagel i Achi’ezer, oraz lokalną drogę nr 4044. Na wysokości starego terminala lotniska znajduje się bezkolizyjny węzeł drogowy łączący autostradę z portem lotniczym im. Ben Guriona poprzez lokalną drogę nr 453, która łączy się dalej z drogą ekspresową nr 40 i drogą ekspresową nr 46. Następnie nad autostradą przebiega wiadukt z linią kolejową biegnącą z portu lotniczego Ben Guriona w stronę Ramli, a po 0,5 km pod autostradą przebiega linia kolejowa z położonego bardziej na północy miasta Kefar Sawa. Zaraz za tymi wiaduktami znajduje się węzeł drogowy, w którym pod autostradą przebiega droga ekspresowa nr 40. Można tutaj zjechać do położonych na południe miast Ramla i Lod. Następnie autostrada mija położony na południe moszaw Ginnaton i dochodzi do dużego węzła drogowego z płatną autostradą nr 6 oraz z drogami nr 443 i nr 444. Istnieje tutaj możliwość zjechania do moszawu Chadid i wioski Ben Szemen. W tym miejscu autostrada nr 1 wykręca na południe i razem z autostradą nr 6 mija moszaw Kefar Danijjel, by po 4 km odłączyć się w kierunku południowo-wschodnim. Od tego miejsca (86 metrów n.p.m.) autostrada zaczyna wspinać się w Dolinę Ajalon w Szefeli.
Po kolejnych 3 km, pod autostradą tunelem przebiega linia szybkiej kolei biegnącej do Jerozolimy. Po następnym 1 km znajduje się węzeł drogowy z autostradą nr 431 przy moszawie Kefar Szemu’el. Istnieje tutaj możliwość zjechania do położonego na północny wschód miasta Modi’in-Makkabbim-Re’ut. Autostrada osiąga tutaj wysokość 117 m n.p.m. i po przejechaniu 2 km przebiega wiaduktem nad lokalną drogą łączącą położone na południe moszawy Miszmar Ajjalon i Kefar Bin Nun z położonymi na północ kibucem Sza’alwim i wioską Nof Ajjalon. Po następnych 2 km autostrada osiąga w rejonie monastyru Latrun wysokość 249 m n.p.m. Znajduje się tutaj węzeł drogowy z autostradą nr 3. Po kolejnych 3 km autostrada dochodzi do wysokości 290 m n.p.m. (góry Judzkie), na której jest węzeł drogowy z drogą ekspresową nr 38. Przy węźle znajduje się stacja benzynowa z parkingiem i punktem obsługi podróżnych. Istnieje tutaj możliwość zjechania do położonego na południe moszawu Mesillat Cijjon. Następnie autostrada wspina się na wysokość 650 m n.p.m. i po 6 km dociera do węzła drogowego z drogą nr 3955 przy moszawie Szo’ewa. Istnieje możliwość zjechania tutaj do położonego dalej na południe moszawu Szoresz. Po kolejnym 1 km znajduje się zjazd na drogę nr 425, prowadzącą do miejscowości Kirjat Je'arim oraz moszawów Newe Ilan i Jad ha-Szemona. W odległości 4 km znajduje się następny węzeł drogowy i nad autostradą wiaduktem przebiega droga nr 3975. Można tutaj zjechać w kierunku północnym do miejscowości Kirjat Je'arim, Abu Ghausz, moszawu Bet Nekofa oraz kibucu Kirjat Anawim, a na południe do wiosek Ajn Nakkuba i Ajn Rafa. W odległości 3 km znajduje się węzeł drogowy, w którym nad autostradą przebiega droga nr 3965. Jest to zjazd do miejscowości Mewasseret Cijjon. Przy zjeździe jest stacja benzynowa z parkingiem i punktem obsługi podróżnych. Po pokonaniu następnych 3 km autostrada dociera do Jerozolimy. Jest tutaj zjazd do położonego na południe Moca Illit. Następnie autostrada wykręca ostro na północ i mija po stronie wschodniej osiedla Moca i Romema (jest zjazd). Po 1 km znajduje się węzeł drogowy z drogą nr 386 i autostrada wykręca na wschód przejeżdżając przez tunel w Nachal Sorek (długość 400 m). Po wschodniej stronie tunelu znajduje się podwójny węzeł drogowy z drogami nr 436 i 404. Obie drogi przechodzą wiaduktami ponad autostradą. Można tędy zjechać do osiedla Ramot. W tym miejscu droga traci standard autostrady i dalej biegnie już jako droga ekspresowa 1. Po kolejnym 1 km jest zjazd do położonego na północ osiedla Ramat Szelomo. Po następnych 2 km jest skomplikowane skrzyżowanie i węzeł drogowy z przebiegającą wiaduktem drogą ekspresową nr 60 (zjazd do osiedla Pisgat Ze’ew). Następnie droga dociera do Jerozolimy Wschodniej oraz omija od północy i wschodu Górę Skopus.
Po opuszczeniu Jerozolimy droga kieruje się na wschód, opadając w kierunku depresji rzeki Jordan. W odległości 5 km od Jerozolimy jest węzeł drogowy z drogą nr 417. Jest tutaj kilka zjazdów do miasta Ma’ale Adummim. Ostatni zjazd znajduje się po 10 km (na drogę nr 437). W tym miejscu droga traci standard drogi ekspresowej i dalej biegnie jako droga międzymiastowa. Po kolejnych 3 km droga mija położoną na północ wieś Kefar Adummim. Przy zjeździe znajduje się stacja benzynowa. Kilometr dalej jest skrzyżowanie z drogą nr 458, którą można dojechać do wioski Alon. Po 5 km jazdy przez pustynną okolicę dociera się do wioski Micpe Jericho, za którą droga mija punkt o wysokości 0 m n.p.m. Po następnych 5 km znajduje się kilka skrzyżowań z drogami prowadzącymi do moszawu Wered Jericho i kibucu Almog. W tej okolicy droga biegnie już w depresji (230 m p.p.m.). Droga nr 1 kończy swój bieg na południe od kibucu Bet ha-Arawa, krzyżując się z drogą ekspresową nr 90.

## Plany rozbudowy
Obecnie trwają prace budowlane na wschodnim odcinku autostrady, pomiędzy Ma’ale Adummim a Jerycho.
Przy wjeździe do Tel Awiwu trwa budowa drogi ekspresowej, która ma odciążyć autostradę na odcinku pomiędzy portem lotniczym Ben-Guriona a Tel Awiwem. Budowa rozpoczęła się w 2007, a jej ukończenie jest planowane na 2010.
Potrzeba jest też pilna modernizacja autostrady na odcinku pomiędzy Sza’ar ha-Gaj a Jerozolimą. Planowane jest poszerzenie drogi o dodatkowe pasy i złagodzenie podjazdów poprzez budowę nowego mostu i tunelu. Ziemia wydobyta przy budowie tunelu zostanie wykorzystana do poszerzenia drogi o 5 m. Oczekuje się, że prace budowlane rozpoczną się w 2009 i potrwają przez 3,5 roku. Koszt budowy wyniesie 2,5 mld NIS. Pojawiły się jednak liczne protesty ze strony ekologów i budżet państwa jeszcze nie zatwierdził tej inwestycji.